# 姜家疃姜氏祠堂
36°47′46.6″N 119°57′21.8″E / 36.796278°N 119.956056°E
姜家疃姜氏祠堂位于中华人民共和国山东省青岛市平度市东阁街道姜家疃村78-3号，始建于1851年，现为平度市文物保护单位。

## 历史
姜家疃姜氏祠堂建于清咸丰元年（1851年），1919年重修。2008年，当地姜氏家族出资修缮。
2011年12月14日，姜氏祠堂列入第三批平度市文物保护单位。2012年8月11日列入平度市第三次文物普查新发现不可移动文物名录。

## 建筑

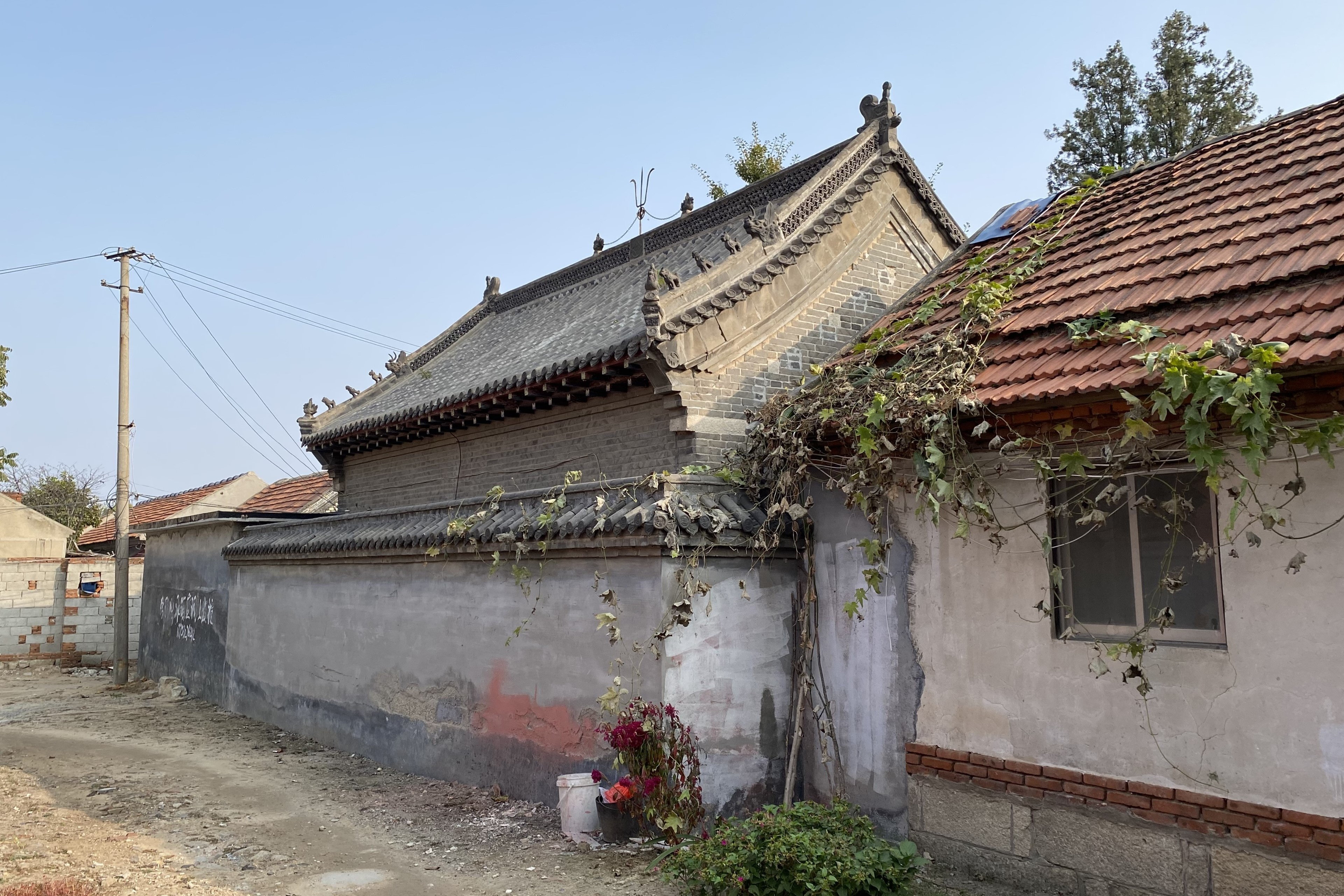
姜氏祠堂正厅后侧

姜氏祠堂为一独院，现门楼为2008年重建，正厅为旧有建筑保存至今。祠堂正厅砖木结构，三间硬山顶，抬梁式木构，通面阔10.4米，通进深6米，建筑面积62.4平方米。前廊设4根花岗岩方柱，露明木作施彩画，倒挂楣子饰有透雕福禄寿以及花草图案，石柱两侧饰有垂花柱及回纹花牙子雀替。前檐墙白灰抹面，山墙为青砖清水墙，砖雕墀头。屋面现为筒瓦屋面，设鸱吻、垂兽、走兽等脊饰。
祠堂门上有楹联“风传表海家声远，系衍烈山世泽长”，横批“永言孝思”，拔贡姜鸣玉书。祠堂内保存有记录前十六世姜氏名号的20多块神牌、清中期绢本祖影及祠堂碑记一方。